# Талекуа (Оклахома)
Талекуа (англ. Tahlequah) — город и административный центр округа Чероки в штате Оклахома в Соединённых Штатах Америки.
По данным переписи 2020 года, население города составляло 16 тысяч 209 человек.

## История

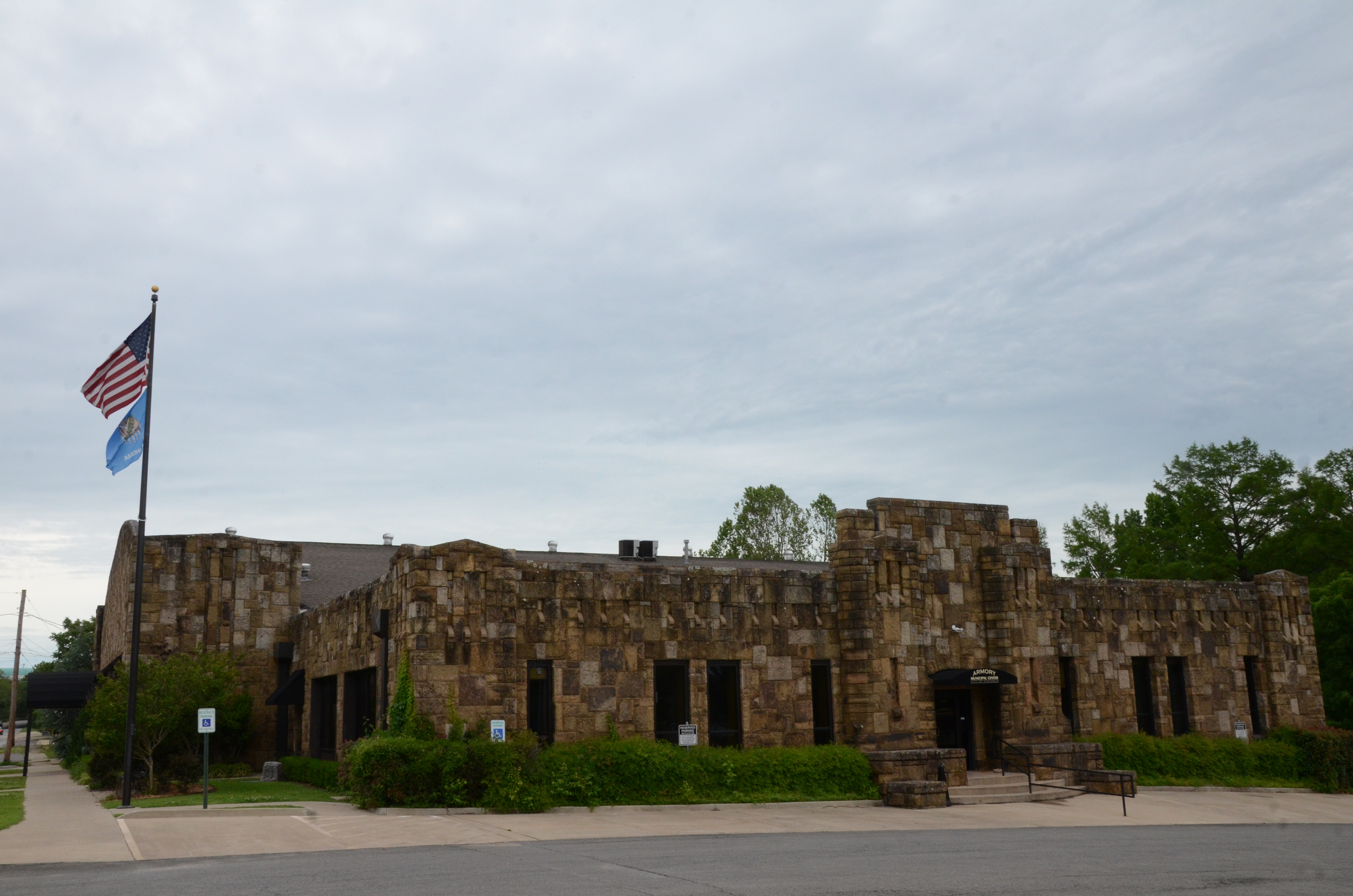
Арсенал Талекуа

Талекуа был основан в первой половине XIX века. К 1842 году посёлок был быстрорастущим сообществом и имел уже четыре магазина.
В 1844 году был построен отель National, а газета Cherokee Advocate выпустила свой первый номер, используя печатный станок, установленный в совершенно новом здании окружного суда.
Первая школа открылась в 1845 году, а почтовое отделение Tahlequah открылось в 1847 году. Cherokee Male Seminary открылась в 1851 году, предлагая высшее образование мальчикам чероки, которые ранее уже получили начальное образование.

## География
Общая площадь Талекуа составляет 12,45 квадратных миль (32,2 км2), вся территория представляет собой сушу. Город находится в 40 милях (64 км) к западу от границы штата Арканзас.